# Bate toba încet
Bate toba încet (în engleză Bang The Drum Slowly) este un film din 1973 adaptat după romanul cu același nume al lui Mark Harris apărut în 1956. Romanul mai fusese ecranizat și în 1956 în cadrul seriei U.S. Steel Hour cu Paul Newman și Albert Salmi.
Filmul din 1973 a fost regizat de John D. Hancock iar din distribuție fac parte Michael Moriarty, în rolul lui Henry Wiggen, dar și prea puțin cunoscutul, la acea dată, Robert De Niro în rolul lui Bruce Pearson. Filmul a fost bine primit de către critici devenind un succes iar prestația lui De Niro din această producție și din Crimele din Mica Italie lansat două luni mai târziu i-au adus actorului mari laude. Comparat cu alte roluri ale sale de personaje singuratice, dificile sau sociopați carismatici, rolul Bruce Pearson este considerat ca unul dintre cele mai tragice și sensibile ale actorului.
Este povestea unui club profesionist de baseball din New York și a doi jucători din echipă care sunt buni prieteni. Henry Wiggen este vedeta echipei, iar Bruce Pearson este unul din jucătorii obișnuiți. Înainte de începerea sezonului, Bruce află că suferă de o boală incurabilă, iar Henry decide să-i stea alături și să-l ajute cât poate în ultimul său sezon petrecut la club.
- Nominalizat la Oscar pentru Cel mai bun actor în rol secundar - Vincent Gardenia

1. 1 2   http://www.imdb.com/title/tt0069765/, accesat în 8 aprilie 2016 Lipsește sau este vid: |title= (ajutor)